# إدوارد سافاج (رسام)
إدوارد سافاج (بالإنجليزية: Edward Savage)‏ هو مصمم مطبوعات ورسام أمريكي، ولد في 26 نوفمبر 1761 في Princeton, Massachusetts ‏ في الولايات المتحدة، وتوفي بنفس المكان في 6 يوليو 1817.